# Jan Gunnarsson
Jan Gunnarson (Olofström, 30 maggio 1962) è un ex tennista svedese.

## Carriera
Lo svedese Jan Gunnarsson vinse un torneo di singolare al Vienna Open di Vienna e nove titoli di doppio nel world tour della sua carriera professionistica.
Giocatore destro, raggiunse la posizione numero 25 della classifica ATP il 9 dicembre 1985.

## Lo scandalo delle Olimpiadi di Londra 2012
Commentatore per la televisione svedese durante i Giochi olimpici del 2012, fece scalpore un post che apparve sulla sua pagina Facebook in cui criticava la posizione del Ministro svedese dello sport e della cultura Lena Adelsohn Liljeroth che si era dichiarata favorevole a investire sullo sport del proprio paese. Gunnarsson scrisse che "Non c'è abbastanza denaro dal momento che lo stato sta pagando per il benessere di 27.000 somali". In seguito alle critiche del direttore della redazione sportiva di SVT, Per Yng, il commento è stato in seguito rimosso.

## Statistiche

### Singolare

#### Vittorie (1)
| Legenda                   |
| Grande Slam (0)           |
| ATP World Tour Finals (0) |
| ATP Masters 1000 (0)      |
| ATP World Tour 500 (0)    |
| ATP World Tour 250 (1)    |

| N  | Data             | Torneo              | Superficie  | Avversario in finale | Punteggio               |
| 1. | 24 novembre 1985 | Vienna Open, Vienna | Cemento (i) | Libor Pimek          | 6-7, 6-2, 6-4, 1-6, 7-5 |

#### Finali perse (4)
| Numero | Data            | Torneo                                   | Superficie  | Avversario in finale | Punteggio     |
| 1.     | 18 marzo 1984   | Lorraine Open, Metz                      | Carpet      | Ramesh Krishnan      | 6–3, 6–3      |
| 2.     | 12 ottobre 1986 | Grand Prix de Tennis de Toulouse, Tolosa | Cemento (i) | Guy Forget           | 4-6, 6-3, 6-2 |
| 3.     | 13 luglio 1987  | Stuttgart Outdoor, Stoccarda             | Terra rossa | Miloslav Mečíř       | 6-0 6-2       |
| 4.     | 26 maggio 1991  | ATP Bologna Outdoor, Bologna             | Terra rossa | Paolo Canè           | 5-7, 6-3, 7-5 |